# Stile concertato
Stile concertato (с итал. «концертный стиль»), в эпоху раннего барокко (конец XVI и первая половина XVII века) — аранжировка вокальной — преимущественно духовной — музыки с участием выписанных в партитуре музыкальных инструментов (в отличие от «стиля» a cappella, хорового или ансамблевого вокального исполнения без инструментов, типичного для музыки эпохи Возрождения). В типовой ситуации инструменты дублируют (в унисон или в октаву) вокальные партии, но могут быть достаточно развиты и самостоятельны. Для развитого stile concertato характерно попеременное использование вокального соло (или ансамбля) и инструментов, а также другие эффекты оркестровки, подчёркивающие контраст вокальной и инструментальной музыки.
Произведения указанного времени, написанные в «концертном стиле», как правило, содержат партию basso continuo, которая может быть поручена клавишным и струнным инструментам, однако наличие этой партии само по себе не является поводом для объявления композиции артефактом stile concertato.
Не следут путать стиль concertato и стиль concerto. В первом акцент делается на контрасте между голосами и инструментами. Второй (особенно в том виде, в котором он развился в concerto grosso позднее в эпоху барокко) предполагает контраст между большими и малыми группами схожих инструментов (см. ripieno, concertino).
Крупнейшие мастера stile concertato (все примеры — в жанрах духовной музыки): Джованни Габриели (Sacrae symphoniae II, 1615), Лодовико Виадана (Salmi per cantare e concertare, 1612), Генрих Шютц (Symphoniae sacrae). К вершинам стиля принадлежат «Вечерня блаженной Девы» Клаудио Монтеверди и сборник Selva morale e spirituale. Другие примеры stile concertato: Джованни Бассано (Motteti per concerti ecclesiastici, 1599),  Джованни Кроче (Sacrae cantilene concertate, 1610), Алессандро Гранди (ранние мотеты).